# Pablo Rosario
Pablo Paulino Rosario (Amsterdam, 7 januari 1997) is een Dominicaans-Nederlands betaald voetballer die doorgaans speelt als middenvelder. In juli 2021 verruilde hij PSV voor OGC Nice. Rosario debuteerde in 2018 in het Nederlands voetbalelftal en in 2025 in het voetbalelftal van de Dominicaanse Republiek.

## Clubcarrière

### Jeugd
Rosario's vader is afkomstig uit de Dominicaanse Republiek. Hij begon met voetballen bij AVV Swift. Na een jaar werd hij gescout door Feyenoord, waar hij enkele maanden voor speelde. Na een geschil over een reiskostenvergoeding besloot zijn vader hem uit de jeugdopleiding van Feyenoord te halen en ging hij spelen bij DWS.
Hij voerde in 2010 gesprekken met zowel Feyenoord als PSV, maar koos uiteindelijk voor Ajax. Orlando Trustfull werd daar zijn coach. Omroep HUMAN zond in 2012 een documentaire uit over Rosario als speler van DWS, waar hij aanvoerder van de C1 was. Na vier jaar in de jeugdopleiding van Ajax te hebben gespeeld werd hij, na een liesblessure die hem 3-4 maanden aan de kant hield, te licht bevonden. 

### Almere City
Hierop verkaste hij, op aanraden van Ajax, in 2014 naar de jeugd van Almere City, waarmee de Amsterdamse club een samenwerkingsverband had. Rosario debuteerde, een jaar na zijn aankomst, op 7 augustus 2015 onder trainer Maarten Stekelenburg in het eerste elftal van Almere. Hij verving in een thuiswedstrijd tegen VVV-Venlo (3–3) in de 59'ste minuut Soufyan Ahannach. Op 19 oktober scoorde hij tegen Jong Ajax zijn eerste doelpunt in het profvoetbal. Hij kwam in het seizoen 2015/16 vervolgens tot 34 competitiewedstrijden, waarin hij drie keer scoorde. Zijn ploeggenoten en hij plaatsten zich dat jaar middels het winnen van een periodetitel voor de play-offs 2016, waarin Willem II ze uitschakelde.

### PSV
Rosario tekende in juli 2016 een contract tot medio 2020 bij PSV. Hij debuteerde op 8 augustus voor de Eindhovense club, tijdens een met 5–4 gewonnen wedstrijd van Jong PSV thuis tegen FC Den Bosch. Hij fungeerde de rest van het seizoen als basisspeler in dat team. Trainer Phillip Cocu hevelde Rosario in juli 2017 definitief over naar de selectie van het eerste elftal. Hij debuteerde op 27 augustus in de hoofdmacht van PSV, tijdens een met 2–0 gewonnen competitiewedstrijd thuis tegen Roda JC Kerkrade. Hij viel die dag in de 85'ste minuut in voor Hirving Lozano. Rosario kwam op 21 augustus 2018 voor het eerst in actie in de Champions League. Hij kreeg die dag een basisplaats van Cocu's opvolger Mark van Bommel tijdens een met 2–3 gewonnen voorrondeduel uit bij BATE Borisov. Zijn eerste doelpunt voor PSV maakte hij ook in een wedstrijd in de Champions League. Rosario schoot zijn team op 3 oktober 2018 op 1–0 tijdens een met 1–2 verloren groepswedstrijd thuis tegen Internazionale.
Rosario groeide in het seizoen 2018/19 onder Van Bommel uit tot basisspeler in het eerste elftal van PSV. Dat seizoen speelde hij 40+ wedstrijden in alle competities, evenveel als in de twee seizoenen erna. Hij verlengde in maart 2019 zijn contract tot 2023. Van Bommel benoemde de bij PSV teruggekeerde Ibrahim Afellay in juli 2019 tot PSV's nieuwe aanvoerder. Daarbij maakte hij Rosario tot diens stand-in wanneer Afellay niet op het veld zou staan. Zodoende begon Rosario op 23 juli 2019 als aanvoerder aan PSV's eerste wedstrijd van het seizoen 2019/20, een met 3–2 gewonnen wedstrijd in de voorronden van de Champions League thuis tegen FC Basel. Rosario maakte op 25 september 2019 zijn eerste doelpunt in de Eredivisie. Hij zorgde toen voor de 1–0 in een 3–1 overwinning op FC Groningen. Vier dagen later maakte hij zijn tweede competitiedoelpunt. Ditmaal schoot hij de 0–1 binnen tijdens een met 0–4 gewonnen wedstrijd uit bij PEC Zwolle.
Gedurende het seizoen 2020/21 was Rosario onder de nieuwe trainer Roger Schmidt nog altijd basisspeler. Ondanks zijn vaste plaats in dit seizoen, werd concurrent Marco van Ginkel in de zomer van 2021 benoemd tot aanvoerder van PSV. Hij zou het blok op het middenveld gaan vormen met de Ivoriaans international Ibrahim Sangaré. PSV haalde deze transferperiode ook de ervaren Davy Pröpper. Door deze ontwikkelingen zou de kans op speeltijd bij PSV minimaal zijn voor Rosario, waarna de club de speler een transfer gunde. Hij speelde in totaal 138 wedstrijden, waarin hij goed was voor vijf goals en elf assists.

### OGC Nice

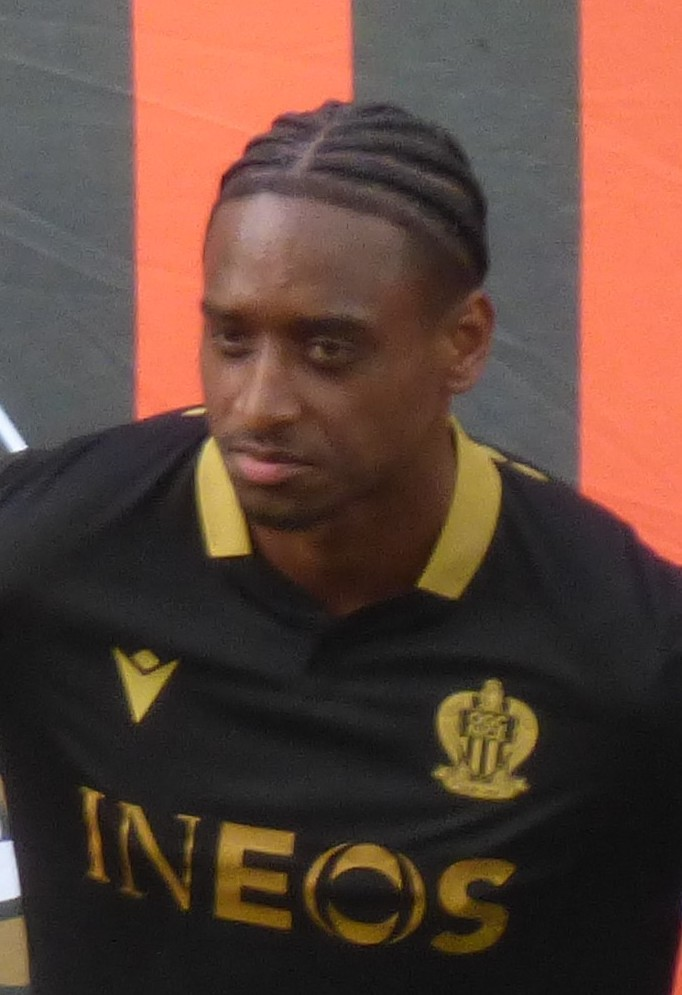
Rosario met OGC Nice in 2022

In juli 2021 maakte Rosario de overstap naar OGC Nice, waar hij een vierjarig contract ondertekende. Met de transfer was ongeveer zes miljoen euro gemoeid. Op 8 augustus maakte hij tegen Stade de Reims zijn debuut voor de club. Op 22 december was hij goed voor beide assists in een 2–1 overwinning op RC Lens. Het waren zijn enige twee goalcontributies in zijn eerste seizoen, waarin hij veertig wedstrijden speelde voor OGC Nice. Op 7 mei 2022 stond hij in de finale van de Coupe de France tegen FC Nantes, dat met 0–1 wist te winnen. Wel behaalde het de vijfde plek in de Ligue 1, waarmee deelname aan de voorrondes van de Conference League werd afgedwongen.
In die competitie maakte hij op 15 september tegen FK Partizan zijn debuut, nadat in de voorrondes over twee duels afgerekend werd met Maccabi Tel Aviv. In de kwartfinale werd Rosario met Nice uitgeschakeld door FC Basel. Nice begon heel goed aan het seizoen 2023/24 en stond tussen speelronde 10 en 12 even eerste in de Ligue 1, waarna het werd ingehaald door Paris Saint-Germain. Op 11 februari 2024 speelde Rosario zijn honderdste wedstrijd voor Nice in een 2–3 nederlaag tegen AS Monaco. Door een mindere tweede seizoenshelft eindigde Nice uiteindelijk vijfde. 
Op 20 september, in zijn 118e wedstrijd voor Nice, scoorde Rosario zijn eerste doelpunt voor de Franse club, in een 8–0 overwinning op Saint-Étienne. Vijf dagen, in de Europa League-wedstrijd tegen Real Sociedad (1–1), scoorde hij direct zijn tweede doelpunt. Op 20 oktober was hij tegen FC Nantes voor het eerst aanvoerder van OGC Nice. Hij zou dat seizoen nog acht keer vanaf de aftrap de aanvoerdersband dragen, bij afwezigheid van vaste aanvoerder Dante. Hij zou dat seizoen uiteindelijk vier keer goals, zijn persoonlijk record op het hoogste niveau. 

## Clubstatistieken
| Seizoen | Club        | Competitie     | Competitie | Competitie | Beker | Beker | Internationaal | Internationaal | Totaal | Totaal |
| Seizoen | Club        | Competitie     | Wed.       | Dlp.       | Wed.  | Dlp.  | Wed.           | Dlp.           | Wed.   | Dlp.   |
| ------- | ----------- | -------------- | ---------- | ---------- | ----- | ----- | -------------- | -------------- | ------ | ------ |
| 2015/16 | Almere City | Eerste divisie | 34         | 3          | 2     | 0     | —              | —              | 36     | 3      |
| 2016/17 | Jong PSV    | Eerste divisie | 31         | 7          | —     | —     | —              | —              | 31     | 7      |
| 2017/18 | Jong PSV    | Eerste divisie | 12         | 0          | —     | —     | —              | —              | 12     | 0      |
| 2017/18 | PSV         | Eredivisie     | 14         | 0          | 1     | 0     | 0              | 0              | 15     | 0      |
| 2018/19 | PSV         | Eredivisie     | 32         | 0          | 0     | 0     | 8              | 1              | 40     | 1      |
| 2019/20 | PSV         | Eredivisie     | 26         | 2          | 2     | 0     | 12             | 1              | 40     | 3      |
| 2020/21 | PSV         | Eredivisie     | 29         | 1          | 3     | 0     | 8              | 0              | 40     | 1      |
| 2021/22 | PSV         | Eredivisie     | 0          | 0          | 0     | 0     | 1              | 0              | 1      | 0      |
| 2021/22 | OGC Nice    | Ligue 1        | 36         | 0          | 4     | 0     | —              | —              | 24     | 0      |
| 2022/23 | OGC Nice    | Ligue 1        | 31         | 0          | 0     | 0     | 8              | 0              | 39     | 0      |
| 2023/24 | OGC Nice    | Ligue 1        | 30         | 0          | 4     | 0     | —              | —              | 34     | 0      |
| 2024/25 | OGC Nice    | Ligue 1        | 29         | 3          | 1     | 0     | 5              | 1              | 35     | 4      |
| Totaal  | Totaal      | Totaal         | 308        | 16         | 19    | 0     | 42             | 3              | 369    | 19     |

Bijgewerkt op 16 juni 2025.

## Interlandcarrière

### Nederland
Rosario werd in zijn tijd in de jeugd van Ajax enkele malen geselecteerd voor nationale jeugdelftallen, maar speelde daar destijds niet in. Hij debuteerde op 12 november 2015 in Nederland –19. Daarmee nam hij in juli 2016 deel aan het EK –19. Rosario kwam in 2016 vijf keer uit voor Nederland –20. Hij debuteerde op 27 maart 2017 in Nederland –21, in een met 0–1 verloren oefenwedstrijd tegen Oostenrijk –21.
Rosario debuteerde op 16 oktober 2018 onder bondscoach Ronald Koeman in het Nederlands voetbalelftal, in een oefeninterland in en tegen België (1–1). Hij viel bij het beginnen van de tweede helft in voor Matthijs de Ligt. Het zou zijn enige interland zijn voor Nederland. In 2025 gaf hij tegenover Viaplay niet meer voor Nederland uit te komen. "Ik denk niet dat ik nog een keer het Oranje-shirt draag. Ook omdat het super lang geleden is dat ik erbij zat. Ik heb mijn haasje, debuut mogen maken tegen België. Prachtige ervaring, maar het is zeker een gepasseerd station voor mij."
| Interlands van Pablo Rosario voor Nederland | Interlands van Pablo Rosario voor Nederland | Interlands van Pablo Rosario voor Nederland | Interlands van Pablo Rosario voor Nederland | Interlands van Pablo Rosario voor Nederland | Interlands van Pablo Rosario voor Nederland |
| №                                           | Datum                                       | Wedstrijd                                   | Uitslag                                     | Soort wedstrijd                             | Goals                                       |
| ------------------------------------------- | ------------------------------------------- | ------------------------------------------- | ------------------------------------------- | ------------------------------------------- | ------------------------------------------- |
|                                             |                                             |                                             |                                             |                                             |                                             |
| Als speler van PSV                          |                                             |                                             |                                             |                                             |                                             |
| 1                                           | 16 oktober 2018                             | België – Nederland                          | 1 – 1                                       | Vriendschappelijk                           |                                             |

### Dominicaanse Republiek
Door de nationaliteit van zijn vader kon Rosario ook uitkomen voor het voetbalelftal van de Dominicaanse Republiek. In juni 2025 maakte hij zijn debuut tegen Guatemala in een kwalificatiewedstrijd voor het WK 2026. Deze ging met 4–2 verloren; Rosario mocht in de basis beginnen en speelde het gehele duel mee.
In juni 2025 werd Rosario door bondscoach Marcelo Neveleff opgenomen in de selectie van de Dominicaanse Republiek voor de CONCACAF Gold Cup 2025.
| Interlands van Pablo Rosario voor Dominicaanse Republiek | Interlands van Pablo Rosario voor Dominicaanse Republiek | Interlands van Pablo Rosario voor Dominicaanse Republiek | Interlands van Pablo Rosario voor Dominicaanse Republiek | Interlands van Pablo Rosario voor Dominicaanse Republiek | Interlands van Pablo Rosario voor Dominicaanse Republiek |
| №                                                        | Datum                                                    | Wedstrijd                                                | Uitslag                                                  | Soort wedstrijd                                          | Goals                                                    |
| -------------------------------------------------------- | -------------------------------------------------------- | -------------------------------------------------------- | -------------------------------------------------------- | -------------------------------------------------------- | -------------------------------------------------------- |
|                                                          |                                                          |                                                          |                                                          |                                                          |                                                          |
| Als speler van OGC Nice                                  |                                                          |                                                          |                                                          |                                                          |                                                          |
| 1                                                        | 7 juni 2025                                              | Guatemala – Dominicaanse Republiek                       | 4 – 2                                                    | WK 2026 kwalificatie                                     |                                                          |
| 2                                                        | 11 juni 2025                                             | Dominicaanse Republiek – Dominica                        | 5 – 0                                                    | WK 2026 kwalificatie                                     |                                                          |
| 3                                                        | 15 juni 2025                                             | Mexico – Dominicaanse Republiek                          | 3 – 2                                                    | Gold Cup 2025                                            |                                                          |

Bijgewerkt op 16 juni 2025.

## Erelijst
| Eredivisie | 1 | 2017/18 |